# Heart-Shaped Glasses (When the Heart Guides the Hand)
Heart-Shaped Glasses (When the Heart Guides the Hand) è il primo singolo dallo studio album dei Marilyn Manson Eat Me, Drink Me distribuito il 5 giugno 2007.

## Tracce
1. "Heart-Shaped Glasses (When the Heart Guides the Hand)" — 5:07
2. "Putting Holes in Happiness" (Acoustic Version) — 4:10
3. "Heart-Shaped Glasses (When the Heart Guides the Hand)" (Penetrate the Canvas Remix) — 4:50
4. "Heart-Shaped Glasses (When the Heart Guides the Hand)" (Video) — 7:26

## Remix Ufficiali
1. "Heart-Shaped Glasses (When the Heart Guides the Hand) (Hamel Remix)"
2. "Heart-Shaped Glasses (When the Heart Guides the Hand) (Inhuman Remix by Jade E Puget)"
3. "Heart-Shaped Glasses (When the Heart Guides the Hand) (Penetrate the Canvas Remix)"
4. "Heart-Shaped Glasses (When the Heart Guides the Hand) (Space Cowboy Remix)"

## Video
Il cantante, nel video, è vestito elegante e canta la canzone a una cerchia di persone. Tra queste c'è anche la sua ragazza (all'epoca anche nella vita) Evan Rachel Wood, che indossa degli occhiali a forma di cuore in stile Lolita e che immagina di avere rapporti sessuali con Manson in un'autovettura. Nel finale i due sono ricoperti di sangue e ancora si lasciano andare a delle effusioni. Il video si conclude con la macchina che brucia e la morte dei due.